# Руодхайд
Руодхайд (Ruodhaid; Chrodtrud; Chrotais; 710 – 755) е конкубина или метреса на Карл Мартел. Вероятно е саксонка.
В документи от 818 и 838 пише: „ Karolus major domus, Pippin rex, Karlomannus major domus, Karolus imperator, Karlomannus, Karolus rex, Pippin rex, Bernardus rex, Ruadtrud, Ruadheid, Svanahild regina, Bertha regina, Hiltikart regina, Fastrat regina, Luitkart regina, Ruadheid, Irminkar regina“.

## Деца
Руодхайд и Карл Мартел имат децата:
- Бернхард (* 732- + 787)
- Хиероним
- Ремигий, владика на Руен (+ 771)
- Алдана, съпруга на Теодерих, граф на Отун